# Mariaan de Swardt
Mariaan de Swardt (Johannesburg, 18 maart 1971) is een voormalig professioneel tennisspeelster uit Zuid-Afrika. Haar favoriete baansoorten zijn gras en hardcourt.
Zij vertegenwoordigde haar land tweemaal op de Olympische spelen, in 1992 (Barcelona) en in 1996 (Atlanta). In 1992 en 1994–200 maakte zij deel uit van het Fed Cup-team van Zuid-Afrika – zij behaalde daar een winst/verlies-balans van 27–10. In 1994 wonnen zij in de tweede ronde van de Nederlandse dames, en bereikten daarmee de kwartfinale van de Wereldgroep.
In het gemengd dubbelspel won zij twee grandslamtitels met als partner haar landgenoot David Adams: op de Australian Open 1999 en op Roland Garros 2000.
Een van de mooiste overwinningen in haar carrière boekte zij tijdens het WTA-toernooi van Brighton in 1995, waar zij (als kwalificante) in de tweede ronde van het enkelspel de als eerste geplaatste Steffi Graf een van haar twee nederlagen van dat jaar toebracht.
Nadat zij met tennis was gestopt, heeft zij gewerkt als commentator voor Eurosport en voor de Zuid-Afrikaanse televisie. Zij verhuisde naar de Verenigde Staten en verkreeg in 2006 de Amerikaanse nationaliteit.

## Posities op deWTA-ranglijst
Positie per einde seizoen:
| jaar | rang enkelspel | rang dubbelspel |
| ---- | -------------- | --------------- |
| 1986 | 249            | –               |
| 1988 | 171            | 214             |
| 1989 | 254            | 460             |
| 1990 | 166            | 294             |
| 1991 | 53             | 126             |
| 1992 | 93             | 44              |
| 1994 | 98             | 75              |
| 1995 | 33             | 41              |
| 1996 | 98             | 26              |
| 1997 | 161            | 63              |
| 1998 | 35             | 17              |
| 1999 | 75             | 21              |
| 2000 | 887            | 115             |

## Palmares
| Legenda                |
| ---------------------- |
| Grandslamtoernooi      |
| Olympische Spelen      |
| Year-End Championships |
| Tier I                 |
| Tier II                |
| Tier III               |
| Tier IV & V            |

### WTA-finaleplaatsen enkelspel
| nr.              | finale     | toernooi   | ondergrond | tegenstandster | score         |         |
| ---------------- | ---------- | ---------- | ---------- | -------------- | ------------- | ------- |
| gewonnen finales |            |            |            |                |               |         |
| 1.               | 1998-08-16 | WTA Boston | hardcourt  | Barbara Schett | 3-6, 7-6, 7-5 | details |
| verloren finales |            |            |            |                |               |         |
| geen             |            |            |            |                |               |         |

### WTA-finaleplaatsen vrouwendubbelspel
| nr.              | finale     | toernooi        | ondergrond | partner            | tegenstandsters                          | score         |         |
| ---------------- | ---------- | --------------- | ---------- | ------------------ | ---------------------------------------- | ------------- | ------- |
| gewonnen finales |            |                 |            |                    |                                          |               |         |
| 1.               | 1995-05-20 | WTA Bournemouth | gravel     | Ruxandra Dragomir  | Kerry-Anne Guse Patricia Hy-Boulais      | 6-3, 7-5      | details |
| 2.               | 1996-05-19 | WTA Cardiff     | gravel     | Katrina Adams      | Els Callens Laurence Courtois            | 6-0, 6-4      | details |
| 3.               | 1998-06-20 | WTA Eastbourne  | gras       | Jana Novotná       | Arantxa Sánchez Vicario Natallja Zverava | 6-1, 6-3      | details |
| 4.               | 1999-01-16 | WTA Hobart      | hardcourt  | Olena Tatarkova    | Alexia Dechaume-Balleret Émilie Loit     | 6-1, 6-2      | details |
| verloren finales |            |                 |            |                    |                                          |               |         |
| 1.               | 1995-04-30 | WTA Barcelona   | gravel     | Iva Majoli         | Larisa Neiland Arantxa Sánchez           | 5-7, 6-4, 5-7 | details |
| 2.               | 1996-02-04 | WTA Tokio       | tapijt (i) | Irina Spîrlea      | Gigi Fernández Natallja Zverava          | 6-7, 3-6      | details |
| 3.               | 1998-08-16 | WTA Boston      | hardcourt  | Mary Joe Fernandez | Lisa Raymond Rennae Stubbs               | 4-6, 4-6      | details |
| 4.               | 1998-08-30 | WTA New Haven   | hardcourt  | Jana Novotná       | Alexandra Fusai Nathalie Tauziat         | 1-6, 0-6      | details |
| 5.               | 1998-10-18 | WTA Zürich      | tapijt (i) | Olena Tatarkova    | Serena Williams Venus Williams           | 7-5, 1-6, 3-6 | details |
| 6.               | 1999-07-04 | Wimbledon       | gras       | Olena Tatarkova    | Lindsay Davenport Corina Morariu         | 4-6, 4-6      | details |

### WTA-finaleplaatsen gemengd dubbelspel
| nr.              | finale     | toernooi        | ondergrond | partner     | tegenstanders                 | score         |         |
| ---------------- | ---------- | --------------- | ---------- | ----------- | ----------------------------- | ------------- | ------- |
| gewonnen finales |            |                 |            |             |                               |               |         |
| 1.               | 1999-01-31 | Australian Open | hardcourt  | David Adams | Serena Williams Maks Mirni    | 6-4, 4-6, 7-6 | details |
| 2.               | 2000-06-11 | Roland Garros   | gravel     | David Adams | Rennae Stubbs Todd Woodbridge | 6-3, 3-6, 6-3 | details |
| verloren finales |            |                 |            |             |                               |               |         |
| geen             |            |                 |            |             |                               |               |         |

## Resultaten grandslamtoernooien
| Legenda | Legenda                          |
| ------- | -------------------------------- |
| g.t.    | geen toernooi gehouden           |
| l.c.    | lagere categorie                 |
| –       | niet deelgenomen                 |
| G       | uitgeschakeld in de groepsfase   |
| 1R      | uitgeschakeld in de eerste ronde |
| 2R      | uitgeschakeld in de tweede ronde |
| 3R      | uitgeschakeld in de derde ronde  |
| 4R      | uitgeschakeld in de vierde ronde |
| KF      | uitgeschakeld in de kwartfinale  |
| HF      | uitgeschakeld in de halve finale |
| F       | de finale verloren               |
| W       | het toernooi gewonnen            |
| w-v     | winst/verlies-balans             |

### Enkelspel
| Australian Open | –  | –  | –  | 1R | 1R | –  | 1R | –  | 0-3 |
| Roland Garros   | 2R | 2R | –  | 2R | 1R | 1R | 3R | 1R | 5-7 |
| Wimbledon       | 2R | 3R | –  | 4R | 1R | 3R | 2R | 1R | 9-7 |
| US Open         | 2R | 1R | 3R | 1R | 2R | 2R | 2R | –  | 6-7 |

### Vrouwendubbelspel
| toernooi        | 1988 |    | 1992 | 1993 | 1994 | 1995 | 1996 | 1997 | 1998 | 1999 | 2000 | w-v |
| --------------- | ---- | -- | ---- | ---- | ---- | ---- | ---- | ---- | ---- | ---- | ---- | --- |
| Australian Open | –    | –  | –    | –    | 2R   | 3R   | –    | 1R   | 3R   | –    | 4-4  |     |
| Roland Garros   | 1R   | 2R | –    | 2R   | 1R   | KF   | 1R   | 3R   | 1R   | 3R   | 9-9  |     |
| Wimbledon       | –    | 3R | –    | 1R   | 2R   | KF   | 1R   | HF   | F    | KF   | 18-8 |     |
| US Open         | –    | 3R | KF   | 2R   | 1R   | 2R   | 2R   | 3R   | 1R   | 1R   | 10-9 |     |

### Gemengd dubbelspel
| Australian Open | –  | –  | –  | –  | –  | –  | W  | –  | 5-0 |
| Roland Garros   | –  | –  | 1R | –  | 1R | 2R | KF | W  | 7-4 |
| Wimbledon       | 3R | 1R | 1R | 1R | HF | 1R | 2R | 3R | 9-8 |
| US Open         | –  | –  | –  | –  | –  | –  | –  | –  | 0-0 |